# 甲南中央運動公園
甲南中央運動公園（こうなんちゅうおううんどうこうえん）は、滋賀県甲賀市にある運動公園である。福祉ゾーンが近接する。

## 施設

### 公園内の主な施設
- 運動場[1]
  - 14,500㎡、照明施設 4基
- 甲南体育館
  - 鉄骨平屋建 延床面積 1,333㎡

- テニスコート
  - クレイコート：2面
  - 全天候：3面
  - 練習：1面
- 甲南Ｂ＆Ｇ海洋センター体育館
  - 鉄骨コンクリート平屋建 726㎡

- トレーニングハウス
  - 鉄骨 2階建 75㎡
- ちびっこ広場 3,840㎡
- ふれあいの館 660㎡
- 散策の森 35,000㎡
- 多目的グラウンド
  - 芝生 13,300㎡、照明施設 6基
  - 競技可能種目：サッカー、ソフトボール、グラウンドゴルフ
  - 観覧席：1,000人収容可能

- 駐車場
  - 274台（大型 5台、障がい者用 14台、普通車 255台）

- 休憩棟
  - 鉄骨コンクリート平屋建 363.66㎡

### 福祉ゾーンに設置された施設
- 特別養護老人ホーム・ケアハウス（せせらぎ苑）[1]
- 甲賀市シルバー人材センター甲南支所
- やまなみ共同作業所

### 廃止された施設
- 屋内プール 1,500㎡（25mプール×6コース））[1] - 現在は解体され、跡地は駐車場となっている。

## アクセス
- 鉄道
  - JR草津線・甲南駅より徒歩13分
- バス
  - JR草津線・貴生川駅より甲賀市コミュニティバスで「甲南病院」下車

- 自動車
  - 新名神高速道路・甲南インターチェンジから8分